# Liede
La Liede est une petite rivière néerlandaise de la Hollande-Septentrionale, située entre Haarlem et Amsterdam.
Anciennement, la Liede reliait le lac de Haarlemmermeer à la Spaarne, au sud de Spaarndam. Elle a donné son nom au village de Haarlemmerliede. Depuis l'assèchement du Haarlemmermeer, la Liede est devenue un affluent du Ringvaart. Près de Spaarndam, la Liede est très large, au point de former un lac, appelé Mooie Nel.
La Liede et le lac de Mooie Nel sont très utilisés pour la navigation de plaisance. À Penningsveer se trouve un port de plaisance.

## Source
- (nl) Cet article est partiellement ou en totalité issu de l’article de Wikipédia en néerlandais intitulé « Liede » (voir la liste des auteurs).